# Frank Mühlner
Frank Mühlner (* 17. Mai 1960 in Leipzig, DDR; † 1. März 2022) war ein deutscher Handballspieler und -trainer.

## Karriere

### Spielerlaufbahn
Frank Mühlner begann das Handballspielen im Jahr 1969. Der Außenspieler lief für die Vereine BSG Motor West Leipzig, SC DHfK Leipzig, SC Leipzig, SC Magdeburg und SG LVB Leipzig auf. Seine größten Erfolge feierte Mühlner mit dem SC Leipzig, mit dem er in der Saison 1978/79 die DDR-Meisterschaft sowie in der Saison 1981/82 den FDGB-Pokal gewann. Am 10. November 1991 stellte Mühlner mit zehn verwandelten Siebenmetern in einem Spiel einen damals gültigen Bundesligarekord auf.
Mühlner nahm mit der Juniorenauswahl der DDR im Jahr 1981 an der U-21-Weltmeisterschaft in Portugal teil und schloss das Turnier auf dem fünften Platz ab. Er bestritt 50 Länderspiele für die Nationalmannschaft der DDR. Mit der DDR errang er beim Supercup 1985 die Silbermedaille.

### Trainerlaufbahn
Mühlner trainierte ab dem Jahr 1998 die Frauenmannschaft von BSC Victoria Naunhof. Diese stieg unter seiner Leitung von der Bezirksliga bis in die Regionalliga auf. Anschließend übernahm er die in der Regionalliga spielende Männermannschaft vom HSC 2000 Wolfen. Dort wurde er im Januar 2007 von seinen Aufgaben entbunden. Im Oktober 2009 wurde er Trainer beim Oberligisten SC Markranstädt. Markranstädt stieg am Saisonende 2009/10 in die Sachsenliga ab und scheiterte zwei Mal in Folge als Vizemeister knapp am Aufstieg. 2012 wechselte Mühlner zum Oberligisten TSG Calbe, für die er bis 2014 tätig war. Ab 2017 war er als Co-Trainer beim Bundesligisten HC Rödertal beschäftigt. Nachdem Rödertal ein Jahr später in die 2. Bundesliga abgestiegen war, übernahm er das Traineramt der Mannschaft. Nach zwei Jahren Trainertätigkeit wurde sein Vertrag nicht verlängert.

## Sonstiges
Seine Ehefrau Kerstin Mühlner lief für die deutsche Handballnationalmannschaft auf. Die gemeinsame Tochter Maxi Mühlner spielt ebenfalls Handball.